# Kiberhondrija
Kiberhondrija je neosnovani porast sumnje oko uobičajene simptomatike zbog konzultacije s rezultatima internetske pretrage te drugim internetskim izvorima. U medijima se kiberhondrija tumači na razne načine, od privremenog viška neuroze do elementa hipohondrije. Kiberhondrija je sve zastupljeniji problem liječnika, budući da pacijenti danas imaju mogućnost istraživati bilo kakve simptome rijetkih bolesti, tegoba ili zdravstvenih stanja te time uzrokovati zdravstvenu anksioznost.

## Pojam
Pojam kiberhondrija novotvorena je stopljenica sufiksa kiber- ('računalno') i riječi hipohondrija (od grč. hypokhóndria). Znanstvenici iz tvrtke Harris Interactive rastumačili su etimologiju kiberhondrije, zaključivši da pojam nije nužno pejorativ.
Pregledni rad iz 2003. godine u časopisu Journal of Neurology, Neurosurgery, and Psychiatry koji izdaje British Medical Journal ustvrdio je da je pojam cyberchondria upotrebljen već 2001. godine u britanskom The Independentu za opisivanje »suvišnog korištenja internetskih zdravstvenih portala za potpirivanje zdravstvene anksioznosti.« BBC je također uporabio pojam u članku iz travnja 2001. godine. Ideja kiberhondrije pojavljuje se još u knjizi Elaine Showalter iz 1997., koja piše da je internet postao novim kanalom za širenje »patogenih ideja« poput sindroma Zaljevskog rata i sindroma kroničnog umora. Pacijenti koji pate od kiberhondrije i opće hipohondrije često su uvjereni da boluju od poremećaja »s uobičajenim ili dvosmislenim simptomima.«

## Istraživanja
Prvo sustavno istraživanje kiberhondrije, objavljeno u studenom 2008., proveli su Microsoftovi istraživači Ryen White i Eric Horvitz, koji su proveli opsežnu studiju s nekoliko faza analize. White i Horvitz definirali su kiberhondriju kao »neutemeljeno povećanje zabrinutosti zbog uobičajenih simptoma, temeljeno na pregledu rezultata pretraživanja i internetskih izvora.« Analizirali su reprezentativan uzorak internetskog sadržaja radi pronalaska povezanosti simptoma i bolesti te rezultate koje su davali internetski pretraživači pri upitu o simptomima; otkrili su visoku učestalost povezivanja rijetkih, zabrinjavajućih bolesti (npr. tumor na mozgu) s uobičajenim simptomima (npr. glavobolja). Također su analizirali anonimizirane zapise pretraga korisnika putem svih popularnih pretraživača i uočili česte eskalacije pretraga – od uobičajenih tegoba do ozbiljnih bolesti. Također su otkrili da se takve uznemirujuće pretrage o poremećajima (koje nastaju kao rezultat eskalacije) mogu nastaviti i u drugim sesijama tijekom dana, tjedana ili mjeseci, te da mogu ometati ne-medicinske aktivnosti pretraživanja.
White i Horvitz proveli su anketu među više od 500 osoba, koja je potvrdila raširenost medicinske anksioznosti izazvane internetom. Anketa je pokazala da značajan dio ispitanika smatra kako je redoslijed rezultata kod medicinskih pretraga povezan s vjerojatnošću dijagnoze. Istraživači su naglasili važnost psiholoških čimbenika u donošenju zaključaka, posebno ranije proučavanih »pristranosti u prosuđivanju« koje igraju ulogu u kiberhondriji. Posebno su istaknuli heuristiku dostupnosti (nedavna i česta izloženost određenim informacijama povećava njihovu percipiranu vjerojatnost) i zanemarivanje osnovne vjerojatnosti (ljudi često ne uzimaju u obzir nisku osnovnu vjerojatnost pojave događaja). Također je moguće da problemu doprinosi i sklonost potvrdi, tj. sklonost ljudi da traže informacije koje potvrđuju njihova postojeća uvjerenja.
U radu objavljenom u zborniku sa Simpozija Američkog udruženja za medicinsku informatiku 2009. godine, White i Horvitz iznose dodatne zaključke iz svoje ankete među 500 ljudi o njihovim iskustvima s internetskim istraživanjem zdravstvenih tegoba i samodijagnozom. Otkrili su da ljudi općenito prijavljuju nizak stupanj zdravstvene anksioznosti, ali da se eskalacija zabrinutosti na temelju interneta događa kod otprilike jedne od pet osoba. Dvije od pet osoba navode da im interakcija s internetom povećava medicinsku anksioznost, dok otprilike polovici smanjuje zabrinutost. White i Horvitz predlažu da autori internetskog sadržaja budu svjesni svoje potencijalne uloge u izazivanju medicinske tjeskobe, da razmotre posljedice objavljivanja uznemirujućih medicinskih informacija, da naglase važnost internetskog sadržaja u poticanju interakcije između pacijenta i liječnika te da se povremeno provode ankete i analize različitih skupina kako bi se pratilo mijenjanje iskustava vezanih uz zdravstveno informiranje na internetu tijekom vremena.
U radu objavljenom u zborniku konferencije ACM SIGIR 2010 (Special Interest Group on Information Retrieval), White i Horvitz predstavljaju istraživanje o predviđanju eskalacije medicinske zabrinutosti na temelju strukture i sadržaja internetskih stranica koje korisnici posjećuju tijekom medicinskog pretraživanja. Izradili su klasifikatore koji predviđaju eskalaciju u narednim upitima nakon posjeta određenoj stranici. Rezultati istraživanja pokazuju da su značajke poput navođenja ozbiljnih bolesti prije bezopasnih objašnjenja na stranici (npr. rak se spominje prije kofeina u stranicama koje se odnose na glavobolje), prisutnost ozbiljnih bolesti u naslovu stranice ili pri vrhu, stranice s foruma te stranice koje sadrže vanjsku provjeru – važni prediktori kasnije eskalacije (ili njezinog izostanka).

### Trošak javnog zdravstva
Istraživanje provedeno na Imperial College Londonu iz rujna 2018. zaključilo je da kiberhondrija dovodi do epidemije zdravstvene anksioznosti u Ujedinjenom Kraljevstvu. Rezultati pokazuju da je jedan od svakih pet liječničkih posjeta u sustavu NHS-a bio povezan s iracionalnim strahovima o vlastitome zdravlju izazvanima internetom. Procijenjeni trošak tih posjeta za sustav javnog zdravstva jest 420 milijuna funti godišnje »samo za posjete, s još milijunima utrošenim na nepotrebne pretrage i skeniranje.«

### Lijek
Stručni rad iz neprofitnog koledža Royal College of Surgeons in Ireland predložilo je anotaciju internetskih dijagnoza s komplementarnim informacijama poput statistika pojavnosti i zastupljenosti. Time bi se mogla smanjiti zdravstvena anksioznost uzrokovana internetom te dijagnozu smjestiti u širi kontekst.

## Zdravstvene mrežne stranice
Godine 2002. Sydney Morning Herald izvijestio je da »posjet internetskoj klinici vjerojatno je vrtoglavicu dijagnosticirati kao kronični umor, analni svrbež kao rak crijeva, a glavobolju kao tumor.« Mnoge ugledne zdravstvene organizacije na svojim mrežnim stranicama imaju kratke preglede raznih oboljenja za znatiželjne čitatelje ili detaljnije opise za osobe koje su stručno dijagnosticirane tim oboljenjima. Često su pritom dijagnoze poredane bez obzira prema pojavnosti, zastupljenosti ili relevantnim rizičnim faktorima, zbog čega te stranice čitatelja mogu navesti na sumnje da pate od rijetke ili malo vjerojatne bolesti. Kako mnoge blage bolesti imaju neke zajedničke simptome s ozbiljnijim bolestima, i kako se ozbiljnije bolesti navode odmah uz one blaže, čitatelji mogu pogreško pretpostaviti da pate od najgore umjesto od najvjerojatnije dijagnoze. Internetsko dijagnosticiranje može dovesti do velike količine stresa i tjeskobe kod čitatelja koji vjeruju da pate od neizlječive i ozbiljne bolesti.